# Südosteuropäische Arbeiten/Liste der Bände
In der Schriftenreihe Südosteuropäische Arbeiten sind folgende Bände erschienen:
- 170 Oliver Jens Schmitt: Machtkirche zwischen Diktatur und Demokratie. Eine Geschichte der Rumänischen orthodoxen Kirche (1918-2023). 2024, ISBN 978-3-11-133951-1.
- 169 Magdalena Saiger: Wanderungen eines Ortes. Das Gelände der alten Messe („Staro Sajmište“), Belgrad. 2023, ISBN 978-3-11-114714-7.
- 168 Theodora Dragostinova, Veneta Ivanova (Hrsg.): Re-Imagining the Balkans. How to Think and Teach a Region. Festschrift in Honor of Professor Maria N. Todorova. 2023, ISBN 978-3-11-116642 1.
- 167 Svetlana Suveica: Post-imperial Encounters. Transnational Designs of Bessarabia in Paris and Elsewhere, 1917–1922. 2022, ISBN 978-3-11-116633-9.
- 166 Andreea Kaltenbrunner: Für den Glauben, gegen den Staat. Der Altkalendarismus in Rumänien (1924–1936). 2021, ISBN 978-3-11-078542-5.
- 165 Fabian Kümmeler: Korčula. Ländliche Lebenswelten und Gemeinschaften im venezianischen Dalmatien (1420–1499). 2021, ISBN 978-3-11-073893-3.
- 164 Heike Karge: Der Charme der Schizophrenie. Psychiatrie, Krieg und Gesellschaft im kroatisch-serbischen Raum. 2020, ISBN 978-3-11-073892-6.
- 163 Wolfgang Höpken: Wissenschaft – Politik – Biografie. Die deutsche Südosteuropaforschung und ihre Akteure am Beispiel von Franz Ronneberger (1930er bis 1990er Jahre). 2020, ISBN 978-3-11-073891-9.
- 162 Visar Nonaj: Albaniens Schwerindustrie als zweite Befreiung? ‚Der Stahl der Partei‘ als Mikrokosmos des Kommunismus. 2020, ISBN 978-3-11-073872-8.
- 161 Idrit Idrizi: Herrschaft und Alltag im albanischen Spätsozialismus (1976–1985). 2019, ISBN 978-3-11-062487-8.
- 160 Karl-Peter Krauss: Mord an der Donau. Leopold von Márffy und die deutschen Untertanen in Tscheb (1802–1812). Eine Mikrogeschichte der Gewalt. 2018, ISBN 978-3-11-062484-7.
- 159 Ciprian Cirniala: Ceauşescus Polizei. Herrschaft, Ruhe und Ordnung in Rumänien (1960–1989). 2018, ISBN 978-3-11-051906-8.
- 158 Danijel Kežić: Bauen für den Einheitsstaat. Die Eisenbahn Belgrad-Bar und die Desintegration des Wirtschaftssystems in Jugoslawien (1952–1976). 2017, ISBN 978-3-11-051906-8.
- 157 Anna Vlachopoulou: Revolution auf der Morea. Die Peloponnes während der zweiten Turkokratie (1715–1821). 2017, ISBN 978-3-11-051907-5.
- 156 Rosanna Dom: Fragile Loyalität zur Republik Moldau. 2017, ISBN 978-3-11-051906-8.
- 155 Isabel Ströhle: Aus den Ruinen der alten erschaffen wir die neue Welt! 2016, ISBN 978-3-11-046160-2.
- 154 Eva Anne Frantz: Gewalt und Koexistenz. 2016, ISBN 978-3-11-046159-6.
- 153 Florian Kührer-Wielach: Siebenbürgen ohne Siebenbürger? 2014, ISBN 978-3-11-037890-0.
- 152 Hildrun Glass: Deutschland und die Verfolgung der Juden im rumänischen Machtbereich 1940–1944. 2014, ISBN 978-3-486-72293-2.
- 151 Ulf Brunnbauer, Hannes Grandits (Hrsg.): The Ambiguous Nation. Case Studies from Southeastern Europe in the 20th Century. 2013, ISBN 978-3-486-72296-3.
- 150 Armin Heinen, Oliver Jens Schmitt (Hrsg.): Inszenierte Gegenmacht von rechts. Die Legion ‚Erzengel Michael' in Rumänien 1918–1938. 2013, ISBN 978-3-486-72291-8.
- 149 Marc Halder: Der Titokult. Charismatische Herrschaft im sozialistischen Jugoslawien. 2013, ISBN 978-3-486-72289-5.
- 148 Konrad Clewing, Vedran Džihić (Hrsg.): Das neue Kosovo. Eigenstaatlichkeit, Demokratie und Europa im jüngsten Staat des Kontinents. 2017, ISBN 978-3-486-72270-3.
- 147 Mirna Zeman: Reise zu den "Illyriern". Kroatienstereotype in der deutschsprachigen Reiseliteratur und Statistik (1740 bis 1809). 2013, ISBN 978-3-486-72269-7.
- 146 Edvin Pezo: Zwangsmigration in Friedenszeiten? Jugoslawische Migrationspolitik und die Auswanderung von Muslimen in die Türkei (1918 bis 1966). 2013, ISBN 978-3-486-70718-2.
- 145 Berna Pekesen: Nationalismus, Türkisierung und das Ende der jüdischen Gemeinden in Thrakien, 1918–1942. 2012, ISBN 978-3-486-70715-1.
- 144 Robert Elsie (Hrsg.) Leo Freundlich: Die Albanische Korrespondenz, Agenturmeldungen aus Krisenzeiten (Juni 1913 bis August 1914). 2012, ISBN 978-3-486-70716-8.
- 143 Dilek Güven: Nationalismus und Minderheiten Die Ausschreitungen gegen die Christen und Juden der Türkei vom September 1955. 2012, ISBN 978-3-486-70714-4.
- 142 Armina Galijaš: Eine bosnische Stadt im Zeichen des Krieges. Ethnopolitik und Alltag in Banja Luka (1990–1995). 2011, ISBN 978-3-486-70548-5.
- 141 Ulf Brunnbauer (Hrsg.): Transnational Societies, Transterritorial Politics. Migrations in the (Post-)Yugoslav Area, 19th-21st Centuries. 2009, ISBN 978-3-486-59163-7.
- 140 Oliver Jens Schmitt, Eva Anne Frantz (Hrsg.): Albanische Geschichte. Stand und Perspektiven der Forschung. 2009, ISBN 978-3-486-58980-1.
- 139 Peter Ulrich Weiß: Kulturarbeit als diplomatischer Zankapfel. Die kulturellen Auslandsbeziehungen im Dreiecksverhältnis der beiden deutschen Staaten und Rumäniens von 1950 bis 1972. 2010, ISBN 978-3-486-58979-5.
- 138 Yavuz Köse: Westlicher Konsum am Bosporus. Warenhäuser, Nestlé & Co. im späten Osmanischen Reich (1855–1923). 2010, ISBN 978-3-486-58978-8.
- 137 Vince Paál, Gerhard Seewann (Hrsg.): Augenzeuge dreier Epochen. Die Memoiren des ungarischen Außenministers Gustav Gratz (1875–1945). 2008, ISBN 978-3-486-58594-0.
- 136 Sabrina P. Ramet: Die drei Jugoslawien. Eine Geschichte der Staatsbildungen und ihrer Probleme. 2011, ISBN 978-3-486-58349-6.
- 135 Armin Heinen: Rumänien, der Holocaust und die Logik der Gewalt. 2007, ISBN 978-3-486-58348-9.
- 134 Sabina Ferhadbegović: Prekäre Integration. Serbisches Staatsmodell und regionale Selbstverwaltung in Sarajevo und Zagreb 1918–1929. 2008, ISBN 978-3-486-58479-0.
- 133 Schnittstellen. Gesellschaft, Nation, Konflikt und Erinnerung in Südosteuropa. Festschrift für Holm Sundhaussen zum 65. Geburtstag. Herausgegeben von Ulf Brunnbauer, Andreas Helmedach und Stefan Troebst. 2007, ISBN 978-3-486-58346-5.
- 132 Andreas Schmidt-Schweizer: Politische Geschichte Ungarns von 1985 bis 2002. Von der liberalisierten Einparteienherrschaft zur Demokratie in der Konsolidierungsphase. 2007, ISBN 978-3-486-57886-7.
- 131 Sabrina Ramet, Konrad Clewing, Reneo Lukić (Hrsg.): Croatia since Independence. War, Politics, Society, Foreign Relations. 2008, ISBN 978-3-486-58043-3.
- 130 Stefan Troebst: Das makedonische Jahrhundert. Von den Anfängen der national-revolutionären Bewegung zum Abkommen von Ohrid 1893–2001. Ausgewählte Aufsätze. Redaktion: Oliver Bagaric, Andrea Kretschmar, Claudia Schneider. 2007, ISBN 978-3-486-58050-1.
- 129 Gottfried Schramm: Slawisch im Gottesdienst. Kirchenwortschatz und neue Schriftsprachen auf dem Wege zu einem christlichen Südosteuropa. 2007, ISBN 978-3-486-58045-7.
- 128 Markus Wien: Markt und Modernisierung. Deutsch-bulgarische Wirtschaftsbeziehungen 1918–1944 in ihren konzeptionellen Grundlagen. 2007, ISBN 978-3-486-58044-0.
- 127 Konrad Clewing, Oliver Jens Schmitt (Hrsg.): Südosteuropa. Von vormoderner Vielfalt und nationalstaatlicher Vereinheitlichung. Festschrift für Edgar Hösch. 2005, ISBN 978-3-486-57888-1.
- 126 Joachim Hösler: Von Krain zu Slowenien. Die Anfänge der nationalen Differenzierungsprozesse in Krain und der Untersteiermark von der Aufklärung bis zur Revolution (1768–1848). 2006 ISBN 978-3-486-57885-0.
- 125 Holger Fischer (Hrsg.): Wissenschaftsbeziehungen und ihr Beitrag zur Modernisierung. Das deutsch-ungarische Beispiel. 2005, ISBN 978-3-486-57884-3.
- 124 Maurus Reinkowski: Die Dinge der Ordnung. Eine vergleichende Untersuchung über die osmanische Reformpolitik im 19. Jahrhundert. 2005, ISBN 978-3-486-57859-1.
- 123 Daniel Bertsch: Anton Prokesch von Osten (1795–1876). Ein Diplomat Österreichs in Athen und an der Hohen Pforte. Beiträge des Orients im Europa des 19. Jahrhunderts. 2005, ISBN 978-3-486-57737-2.
- 122 Oliver Jens Schmitt: Levantiner. Lebenswelten und Identitäten einer ethno-konfessionellen Gruppe im osmanischen Reich im "langen 19. Jahrhundert". 2005, ISBN 978-3-486-57713-6.
- 121 Markus Koller: Bosnien an der Schwelle zur Neuzeit. Eine Kulturgeschichte der Gewalt (1747–1798). 2004, ISBN 978-3-486-57639-9.
- 120 Noyan Dinçkal: Istanbul und das Wasser. Zur Geschichte der Wasserversorgung und Abwasserversorgung von der Mitte des 19. Jahrhunderts bis 1966. 2004, ISBN 978-3-486-57565-1.
- 119 Mathias Beer, Gerhard Seewann (Hrsg.): Südostforschung im Schatten des Dritten Reiches. Institutionen, Inhalte, Personen. 2004, ISBN 978-3-486-57564-4.
- 118 Edda Binder-Ijjima: Die Institutionalisierung der rumänischen Monarchie unter Carol I. 1866–1881. 2003, ISBN 978-3-486-56819-6.
- 117 Árpád von Klimó: Nation, Konfession, Geschichte. Zur nationalen Geschichtskultur Ungarns im europäischen Kontext (1860–1948). 2003, ISBN 978-3-486-56746-5.
- 116 Mehmet Hacısalihoğlu: Die Jungtürken und die Mazedonische Frage 1890–1918. 2003, ISBN 978-3-486-56745-8.
- 115 Joachim von Puttkamer: Schulalltag und nationale Integration in Ungarn. Slowaken, Rumänen und Siebenbürger Sachsen in der Auseinandersetzung mit der ungarischen Staatsidee 1867–1914. 2003, ISBN 978-3-486-56741-0.
- 114 Igor-Philip Matić: Edmund Veesenmayer. Agent und Diplomat der national-sozialistischen Expansionspolitik. 2002, ISBN 978-3-486-56677-2.
- 113 Ioannis Zelepos: Die Ethnisierung griechischer Identität 1870–1912. Staat und private Akteure vor dem Hintergrund der „Megali Idea“. 2002, ISBN 978-3-486-56666-6.
- 112 Hildrun Glass: Minderheit zwischen zwei Diktaturen. Zur Geschichte der Juden in Rumänien 1944–1949. 2002, ISBN 978-3-486-56665-9.
- 111 Mariana Hausleitner: Die Rumänisierung der Bukowina. Die Durchsetzung des nationalstaatlichen Anspruchs Großrumäniens 1918–1944. 2001, ISBN 978-3-486-56585-0.
- 110 Oliver Jens Schmitt: Das venezianische Albanien (1392 - 1479). 2001, ISBN 978-3-486-56569-0.
- 109 Konrad Clewing: Staatlichkeit und nationale Identitätsbildung. Dalmatien in Vormärz und Revolution. 2001, ISBN 978-3-486-56526-3.
- 108 Ulrike Tischler: Die habsburgische Politik gegenüber den Serben und Montenegrinern 1791–1822. Förderung oder Vereinnahmung?. 2000, ISBN 978-3-486-56525-6.
- 107 Andreas Helmedach: Das Verkehrssystem als Modernisierungsfaktor. Straßen, Post, Fuhrwesen und Reisen nach Triest und Fiume vom Beginn des 18. Jahrhunderts bis zum Eisenbahnzeitalter. 2002, ISBN 978-3-486-56524-9.
- 106 Friedgar Löbker: Antike Topoi in der deutschen Philhellenenliteratur. Untersuchungen zur Antikerezeption in der Zeit des griechischen Unabhängigkeitskrieges (1821–1829). 2000, ISBN 978-3-486-56494-5.
- 105 Eduard Winkler: Wahlrechtsreformen und Wahlen in Triest 1905–1909. Eine Analyse der politischen Partizipation in einer multi-nationalen Stadtregion der Habsburger Monarchie. 2000, ISBN 978-3-486-56486-0.
- 104 Aleksandar Jakir: Dalmatien zwischen den Weltkriegen. Agrarische und urbane Lebenswelt und das Scheitern der jugoslawischen Integration. 1999, ISBN 978-3-486-56447-1.
- 103 Holger Fischer (Hrsg.): Deutsch-ungarische Beziehungen in Naturwissenschaft und Technik nach dem Zweiten Weltkrieg. 1999, ISBN 978-3-486-56436-5.
- 102 Susanne-Sophia Spiliotis: Transterritorialität und nationale Abgrenzung. Konstitutionsprozesse der griechischen Gesellschaft und Ansätze ihrer faschistoiden Transformation, 1922/24 - 1941. 1999; ISBN 978-3-486-56415-0.
- 101 Hans-Christian Maner: Parlamentarismus in Rumänien (1930–1940). Demokratie im autoritären Umfeld. 1997, ISBN 978-3-486-56329-0.
- 100 Gottfried Schramm: Der Damm bricht. Die römische Donaugrenze und die Invasionen des 5 - 7. Jahrhunderts im Lichte von Namen und Wörtern. 1997, ISBN 978-3-486-56262-0.
- 99 Anikó Kovács-Bertrand: Der ungarische Revisionismus nach dem Ersten Weltkrieg. Der publizistische Kampf gegen den Friedensvertrag von Trianon (1918 - 1931). 1997, ISBN 978-3-486-56289-7.
- 98 Hildrun Glass: Zerbrochene Nachbarschaft. Das deutsch-jüdische Verhältnis in Rumänien (1918–1938). 1996, ISBN 978-3-486-56230-9.
- 97 Katrin Boeckh: Von den Balkankriegen zum Ersten Weltkrieg. Kleinstaatenpolitik und ethnische Selbstbestimmung auf dem Balkan. 1996, ISBN 978-3-486-56173-9.
- 96 Martin Mayer: Elementarbildung in Jugoslawien (1918–1941). Ein Beitrag zur gesellschaftlichen Modernisierung? 1995, ISBN 978-3-486-56169-2.
- 95 Karl Nehring (Hrsg.): Austro-Turcica 1541–1552. Diplomatische Akten des habsburgischen Gesandtschaftsverkehrs mit der Hohen Pforte im Zeitalter Süleymans des Prächtigen. 1995, ISBN 3-486-56167-7.
- 94 Holger Fischer, Ferenc Szabadváry (Hrsg.): Technologietransfer und Wissenschaftsaustausch zwischen Ungarn und Deutschland. Aspekte der historischen Beziehungen in Naturwissenschaft und Technik. 1995, ISBN 978-3-486-56174-6.
- 93 Srećko Džaja: Bosnien-Herzegowina in der österreichisch-ungarischen Epoche (1878–1918). Die Intelligentsia zwischen Tradition und Ideologie. 1994, ISBN 3-486-56079-4.
- 92 Marie-Janine Calic: Sozialgeschichte Serbiens 1815–1941. Der aufhaltsame Fortschritt während der Industrialisierung. 1994, ISBN 3-486-56090-5.
- 91 Géza Andreas von Geyr: Sándor Wekerle 1848–1921. Die politische Biographie eines ungarischen Staatsmannes der Donaumonarchie. 1993, ISBN 3-486-56037-9.
- 90 Gunnar Hering: Die politischen Parteien in Griechenland 1821–1936. Teil 1. 2. 1992, ISBN 3-486-55871-4.
- 89 Günter Schödl: Kroatische Nationalpolitik und 'Jugoslavenstvo'. Studien zu nationaler Integration und regionaler Politik in Kroatien-Dalmatien am Beginn des 20. Jahrhunderts. 1990, ISBN 978-3-486-55301-7.
- 88 Lothar Maier: Rumänien auf dem Weg zur Unabhängigkeitserklärung 1866–1877. Schein und Wirklichkeit liberaler Verfassung und staatlicher Souveränität. 1989, ISBN 978-3-486-55171-6.
- 87 Holm Sundhaussen: Historische Statistik Serbiens 1834–1914. Mit europäischen Vergleichsdaten. 1989, ISBN 3-486-55011-X.
- 86 Magarditsch A. Hatschikjan: Tradition und Neuorientierung in der bulgarischen Außenpolitik 1944–1948. Die "nationale Außenpolitik" der Bulgarischen Arbeiterpartei (Kommunisten). 1988, ISBN 978-3-486-55001-6.
- 85 Rolf Fischer: Entwicklungsstufen des Antisemitismus in Ungarn 1867–1939. Die Zerstörung der magyarisch-jüdischen Symbiose. 1988, ISBN 978-3-486-54731-3.
- 84 Michael Schmidt-Neke: Entstehung und Ausbau der Königsdiktatur in Albanien 1912–1939. 1987, ISBN 978-3-486-54321-6.
- 83 Armin Heinen: Die Legion "Erzengel Michael" in Rumänien. Soziale Bewegung und politische Organisation. Ein Beitrag zum Problem des internationalen Faschismus. 1986, ISBN 978-3-486-53101-5.
- 82 Hans Knoll: Jugoslawien in Strategie und Politik der Alliierten 1940–1943. 1986, ISBN 978-3-486-52891-6.
- 81 Emanuel Turczynski: Von der Aufklärung zum Frühliberalismus. Politische Trägergruppen und deren Forderungskatalog in Rumänien. 1985, ISBN 978-3-486-52781-0.
- 80 Srećko M. Džaja: Konfessionalität und Nationalität Bosniens und der Herzegowina. Voremanzipatorische Phase 1463-1804. 1984, ISBN 978-3-486-52571-7.
- 79 Regine Quack-Eustathiades: Der deutsche Philhellenismus während des griechischen Freiheitskampfes. 1821–1827. 1984, ISBN 978-3-486-52031-6.
- 78 Karl Nehring: Adam Freiherrn zu Herbersteins Gesandtschaftsreise nach Konstantinopel. Ein Beitrag zum Frieden von Zsitvatorok (1606). 1983, ISBN 978-3-486-51301-1.
- 77 Wolfgang Kessler: Politik, Kultur und Gesellschaft in Kroatien und Slawonien in der ersten Hälfte des 19. Jahrhunderts. Historiographie und Grundlagen. 1981, ISBN 978-3-486-49951-3.
- 76 Historische Bücherkunde Südosteuropa. Hrsg. Mathias Bernath und Karl Nehring Red.: Gertrud Krallert u. [ab Band 76/3] Gerhard Seewann.
  - 76/1 Mittelalter. Teil 1: Wolfram Hörandner: Byzanz; Gerhard Seewann: Südosteupa; Gerhard Seewann: Die Slawen; Detlef Kulmann: Bulgarien; Holm Sundhaussen: Serbien; Peter Bartl: Die Albaner. 1978. XV, 671 Seiten
  - 76/2 Mittelalter. Teil 2: Gerhard Seewann, Gertrud Krallert: Der pannonische Raum vom 6. Jh., bis Ende des 9. Jhs.; Irene Bruckmüller, Andreas Moritsch, Gerhard Seewann: Die Slowenen; Gerhard Seewann, János M. Bak: Ungarn; Arnold Suppan, Gerhard Seewann, Srećko Džaja: Kroatien; Holm Sundhaussen: Ragusa/Dubrovnik; Gerhard Seewann: Bosnien; Manfred Stoy, Max Demeter Peyfuss: Rumänien. 1980. XXVI, 1010 Seiten
  - 76/4 Neuzeit Teil 2: Rumänien 1521–1918. Bearb. Manfred Stoy. München 2002. XX
- 75 Biographisches Lexikon zur Geschichte Südosteuropas. Hrsg. von Mathias Bernath, Karl Nehring u. Felix von Schroeder. Red: Gerda Bartl.
  - 75/1 A   F. 1974. XV
  - 75/2 G   K. 1976
  - 75/3 L – P. 1979
  - 75/4 R – Z. Gesamtreg. 1981
- 74 Wolf Dietrich Behschnitt: Nationalismus bei Serben und Kroaten 1830 bis 1914. Analyse und Typologie der nationalen Ideologie. 1980
- 73 Zehra Önder: Die türkische Außenpolitik im Zweiten Weltkrieg. 1977
- 72 Karl Nehring: Matthias Corvinus, Kaiser Friedrich III. und das Reich. Zum hunyadisch-habsburgischen Gegensatz im Donauraum. 1975. 244. S.; 2. erg. Aufl. 1989. XV
- 71 Dona ethnologica. Beiträge zur vergleichenden Volkskunde. Leopold Kretzenbacher zum 60. Geburtstag. Hrsg. von Helge Gerndt und Georg R. Schroubek. 1973. 391 Seiten, 17 Abb.
- 70 Adalbert Tóth: Parteien und Reichstagswahlen in Ungarn 1848 bis 1892. 1973, 9 Kt.
- 69 Joachim v. Königslöw: Fürst Ferdinand von Bulgarien. Vom Beginn der Thronkandidatur bis zur Anerkennung durch die Großmächte (1886–1896). 1970
- 68 László Révész: Die Anfänge des ungarischen Parlamentarismus. 1968. VIII
- 67 Ekrem Bey Vlora: Lebenserinnerungen. 2. (1912–1925). 1973. 301 Seiten
- 66 Ekrem Bey Vlora: Lebenserinnerungen. 1. (1885–1912). 1968
- 65 Barbara Jelavich: Russia and the Greek Revolution of 1843. 1966
- 64 Johann Weber: Eötvös und die ungarische Nationalitätenfrage. 1966
- 63 Josef Matl: Südslawische Studien. 1965. X, 598 Seiten
- 62 Stanislaus Hafner: Studien zur altserbischen dynastischen Historiographie. 1964. VIII, 141 Seiten
- 61 Franz Babinger: Spätmittelalterliche fränkische Briefschaften aus dem großherrlichen Seraj zu Stambul. 1963. X, 144 Seiten, 23 Abb.
- 60 Fritz Valjavec: Ausgewählte Aufsätze. Hrsg. von Karl August Fischer und Mathias Bernath. 1963. 418 Seiten
- 59 Basilike D. Papoulia: Ursprung und Wesen der "Knabenlese" im Osmanischen Reich. 1963. X, 1 Abb.
- 58 Nikola Pribić: Studien zum literarischen Spätbarock in Binnenkroatien. Adam Aloisius Baričević. 1961
- 57 Denis Silagi: Ungarn und der geheime Mitarbeiterkreis Kaiser Leopolds II. 1961. VIII
- 56 Zoran Konstantinović: Deutsche Reisebeschreibungen über Serbien und Montenegro. 1960. 240 Seiten
- 55 Herbert Duda, Galab Galabov: Die Protokollbücher des Kadiamtes Sofia. 1960. X, 462 Seiten
- 54 Rudolf Kiszling: Die militärischen Vereinbarungen der Kleinen Entente, 1929–1937. 1959. 91 Seiten, 3 Kt.
- 53 Leopold Kretzenbacher: Santa Lucia und die Lutzelfrau. Volksglaube und Hochreligion im Spannungsfeld Mittel- und Südosteuropas. 1959. 128 Seiten, 16 Abb. u. 2 Kt.
- 52 Johannes Karayannopulos: Das Finanzwesen des frühbyzantinischen Staates. 1958. XXXI
- 51 Gjergj Fishta: Die Laute des Hochlandes (Lahuta e Malcis). Übersetzt, eingel. u. mit Anm. versehen von Max Lambertz. 1958. 312 Seiten
- 49 Franz Babinger: Sultanische Urkunden zur Geschichte der Osmanischen Wirtschaft und Staatsverwaltung am Ausgang der Herrschaft Mehmeds II, des Eroberers. 1956. XIV
- 48 Emanuel Turczynski: Die deutsch-griechischen Kulturbeziehungen bis zur Berufung König Ottos. 1959. XXVII, 1 Kt.
- 47 George Vernadsky: Lebedia. Michael de Ferdinandy: Almos. Studien zur ungarischen Frühgeschichte. 1957. 112 Seiten
- 46 Wladimir Sas-Zaloziecky: Die byzantinische Baukunst in den Balkanländern und ihre Differenzierung unter abendländischen und islamischen Einwirkungen. Studien zur Kunstgeschichte der Balkanländer. 1955. XVI, 15 Abb., 10 Taf.
- 45 Fritz Valjavec: Anhang, Bibliographie, Register. Hrsg. von Felix von Schroeder. 1970
- 44 Fritz Valjavec: Das 19. Jahrhundert. Aus dem Nachlaß hrsg. von Felix von Schroeder. 1965
- 43 Fritz Valjavec: Aufklärung und Absolutismus. 1958
- 42 Fritz Valjavec: Reformation und Gegenreformation. 1955
- 41 Fritz Valjavec: Geschichte der deutschen Kulturbeziehungen zu Südosteuropa. I. Mittelalter. 1953, urn:nbn:de:bvb:12-bsb00088613-6.
- 40 Helmut Preidel: Die vor- und frühgeschichtlichen Siedlungsräume in Böhmen und Mähren. 1953. 192 Seiten, 10 Abb., 9 Taf., 14 Kt.
- 39 Jevto M. Milović: Deutsche Elemente in Jovan Jovanovićs Dichtung. Ein Beitrag zur Geschichte des deutschen Geisteseinflusses auf die serbische Literatur. 1. 1942, urn:nbn:de:bvb:12-bsb00089099-2.
- 38 Gerhard Eis: Gottfrieds Pelzbuch. Studien zur Reichweite und Dauer der Wirkung des mittelhochdeutschen Fachschrifttums. 1944, urn:nbn:de:bvb:12-bsb00088622-6.; Nachdruck Hildesheim: Olms 1966.
- 37 K. M. Kujew: Bulgariens Natur im Schaffen Iwan Wasows. In dt. Sprache red. v. Ferdinand Liewehr. 1944, urn:nbn:de:bvb:12-bsb00088620-5.
- 36 Gerhard Eis: Die Gross-Schützener Gesundheitslehre. Studien zur Geschichte der deutschen Kultur im Südosten. 1943, urn:nbn:de:bvb:12-bsb00088619-3.
- 35 Georg Franz: Erzherzog Franz Ferdinand und die Pläne zur Reform der Habsburger Monarchie. 1943, urn:nbn:de:bvb:12-bsb00088618-3.
- 34 Franz Babinger: Beiträge zur Frühgeschichte der Türkenherrschaft in Rumelien (14.-15. Jahrhundert). 1944, urn:nbn:de:bvb:12-bsb00088617-7.
- 33 Ludwig Rogl: Der Anteil Adam Müller-Guttenbrunns am völkischen Erwachen des Donauschwabentums. 1943, urn:nbn:de:bvb:12-bsb00088616-2.
- 32 Günter Glauert: Siedlungsgeographie von Oberkrain. 1943, urn:nbn:de:bvb:12-bsb00108166-8.
- 31 Elemér Császár: Deutsche Elemente in der ungarischen Dichtung des 18. Jahrhunderts. 1942, urn:nbn:de:bvb:12-bsb00108165-3.
- 30 Bartholomäus Kopitars Briefwechsel. I. Teil. Kopitars Briefwechsel mit Karl Georg Rumy. Hrsg. von Fritz Valjavec. 1942, urn:nbn:de:bvb:12-bsb00135554-2.
- 29 Herbert Weinelt: Deutsche mittelalterliche Stadtanlagen in der Slowakei. Ein Beitrag zur ostdeutschen Volkstumsgeographie. 1942, urn:nbn:de:bvb:12-bsb00108164-7.
- 28 Michael Schwartz: Untersuchungen über das mährisch-slowakische Staatswesen des 9. Jahrhunderts. 1942, urn:nbn:de:bvb:12-bsb00108153-7.
- 27 Georg Wilhelm Köhler: Beiträge zur Ideologie der kroatischen Frage in ihrer Entwicklung bis 1918. 1942, urn:nbn:de:bvb:12-bsb00108162-7.
- 26 Gertrud Reschat: Das deutschsprachige politische Zeitungswesen Preßburgs. Unter besonderer Berücksichtigung der Umbruchsperiode 1918/20. 1942, urn:nbn:de:bvb:12-bsb00108154-2.
- 25 Barbara Groneweg: Die Anfänge der volkspolitischen Arbeit Edmund Steinackers, 1867–1892. Zur Geschichte der deutschen Bewegung im Südosten. 1941
- 24 Franz J. Beranek: Die deutsche Besiedlung des Preßburger Großgaus. 1941. 91 Seiten, 1 Kt.
- 23 Grete Lang: Die Nationalitätenkämpfe in Klausenburg im ausgehenden Mittelalter. Die Entdeutschung e. mittelalterlichen Stadt des Südostens. 1941. VIII
- 22 Karl Hans Ertl: Eduard Glatz (1812–1889). Beiträge zu den Anfängen der deutschen Bewegung in Ungarn. 1940. VIII
- 21 Fritz Valjavec: Der deutsche Kultureinfluß im nahen Südosten. Unter besonderer Berücksichtigung Ungarns. 1. 1940. XV
- 20 Herbert Weinelt: Das Stadtbuch vom Zipser Neudorf und seine Sprache. Forschungen zum Volkstum e. ostdeutschen Volksinselstadt. 1940. XI, 8 Abb., 10 Kt.
- 19 Isolde Schmidt: Beiträge zur Geschichte des südostdeutschen Parteiwesens 1848–1914. 1939. IV
- 18 Ludmilla Schlereth: Die politische Entwicklung des Ungarländischen Deutschtums während der Revolution 1918/19. 1939. VII
- 17 Lotte Bußhoff: Wandlungen in Landschafts- und Siedlungsbild der Banater Schwäbischen Heide. 1938. VIII, 32 Abb., 10 Kt., 3 Beil.
- 16 Martin Christian Theusner: Der Schönhengstgau. 1937. VI, 23 Abb., 1 Tab., 7 Beil.
- 15 Rudolf Karcher: Die Mittelsteiermark. 1937, 5 Kt.
- 14 Ernst Klebel: Siedlungsgeschichte des Deutschen Südostens. 1940. 131 Seiten
- 13 Edmund Steinacker: Lebenserinnerungen. 1937. VIII, 271 Seiten
- 12 Hugo Suette: Der Nationale Kampf in der Südsteiermark 1867 bis 1897. 1936. VII, 133 Seiten, 1 Kt.
- 11 Fritz Valjavec: Karl Gottlieb von Windisch. Das Lebensbild eines südost-deutschen Bürgers der Aufklärungszeit. 1936. 131 Seiten
- 10 Doris Kraft: Das untersteirische Drauland. Deutsches Grenzland zwischen Unterdrauburg und Marburg. 1935. VIII, 16 Kt.
- 9 Wolfram Buchner: Der Stukkator Johann Babtist Molder von Kösslarn. 1936, 16 Abb., 1 Taf.
- 8 Heinrich Réz: Deutsche Zeitungen und Zeitschriften in Ungarn vom Beginn bis 1918. 1935
- 6/7 Konrad Schünemann: Österreichs Bevölkerungspolitik unter Maria Theresia. Berlin 1935. X
- 5 Kurt Trampler: Deutschösterreich 1918/19. Ein Kampf um Selbstbestimmung. Berlin 1935. VI, 1 Kt.
- 4 Hans Hörmann: St. Severin zu Passau. Die Kirche und ihre Baugeschichte nach neuen Ausgrabungen und Untersuchungen. Passau 1935. 137 Seiten, 44 Abb.
- 3 Josef Heider: Regesten des Passauer Abteilandes. 1934, 1 Kt.
- 2 Benno Graf: Die Kulturlandschaft des Burzenlandes. Ein geographischer Beitrag zur auslanddeutschen Volks- und Kulturbodenforschung. 1934. VIII, 136 Seiten, 4 Abb., 3 Kt.
- 1 Adam Maidhof: Die Passauer Urbare. Die Urbare des Hochstifts im 13. und 14. Jahrhundert. Passau 1933. CXV